# Koga, Fukuoka
Koga (japanska: 古賀市 ?, Koga-shi) är en stad i Fukuoka prefektur i Japan. Staden fick stadsrättigheter 1997.